# Cyptonychia varrara
Cyptonychia varrara là một loài bướm đêm trong họ Noctuidae.